# Ty Tennant
Ty Peter Tennant, ursprungligen Martin-Moffett, född 27 mars 2002 i London, är en engelsk skådespelare. Han är känd för sina roller som Tom Gresham i science fiction-serien War of the Worlds och som Aegon II Targaryen som ung i fantasyserien House of the Dragon på HBO.

## Biografi
Tennant föddes som son till den då 17-åriga skådespelerskan Georgia Moffett och växte upp i Chiswick. Hans mor träffade den skotske skådespelaren David Tennant 2008 och gifte sig med honom 2011, varvid styvfadern adopterade honom. Tennant gick i Arts Educational Schools  under sina sista skolår.
Tennant hade en cameoroll i The Five(ish) Doctors Reboot 2013. Han gjorde sin filmdebut 2019 som den yngre versionen av Christopher Wiseman i Tolkien, där rollen som äldre spelas av Tom Glynn-Carney. Samma år började Tennant spela Tom Gresham i TV-serien War of the Worlds och hade en gästroll i BBC One-såpan Casualty. 
År 2021 fick han rollen som Edwin Paine i superhjälteserien Doom Patrol och hade även en mindre cameoroll i Jorden runt på 80 dagar. Tennant spelade Aegon II Targaryen som ung i den första säsongen av HBO-fantasyserien House of the Dragon 2022, där rollen som vuxen åter spelades av Tom Glynn-Carney.